# Детинген под Теком
Детинген под Теком (њем. Dettingen unter Teck) општина је у њемачкој савезној држави Баден-Виртемберг. Једно је од 44 општинска средишта округа Еслинген. Према процјени из 2010. у општини је живјело 5.599 становника. Посједује регионалну шифру (AGS) 8116016.

## Географски и демографски подаци
Детинген под Теком се налази у савезној држави Баден-Виртемберг у округу Еслинген. Општина се налази на надморској висини од 352 метра. Површина општине износи 15,1 km². У самом мјесту је, према процјени из 2010. године, живјело 5.599 становника. Просјечна густина становништва износи 370 становника/km².

## Међународна сарадња
| Мјесто      | Држава   | Врста сарадње | Од    |
| ----------- | -------- | ------------- | ----- |
| Патотабожок | Мађарска | контакт       | 1992. |
| Извор       |          |               |       |